# Jacob Robinson
Jacob Robinson (lit. Jokūbas Robinzonas), född 1889 i Seirijai, död 1977 i New York,  var en litauisk folkrättsjurist, politiker, diplomat och historiker. 

## Biografi
Jacob Robinson började både sin juristverksamhet och sin politiska karriär i Kaunas, Litauens huvudstad under mellankrigstiden. Han hade eget advokatkontor och engagerade sig i den litauiska Tarbut-rörelsen. I egenskap av det litauiska utrikesministeriets folkrättsrådgivare företrädde han Litauen i åtskilliga rättsliga förfaranden inför Internationella mellanfolkliga domstolen och inför internationella förlikningskommissioner, medan han hemmavid lyckades bli invald i Seimas där han inom kort blev utnämnd till ordförande för den judiska parlamentsgruppen och för det så kallade minoritetsblocket.
I december 1940 emigrerade han till USA och blev amerikansk medborgare år 1946. Då hade han redan hunnit spela en viktig roll som sakkunnig i judiska angelägenheter och särskild rådgivare åt den amerikanske åklagaren vid Nürnbergprocessen, Robert H. Jackson, och åt dennes efterträdare Telford Taylor år 1946. I de därpå följande åren gjorde han stora insatser vid etableringen av Förenta nationernas kommission för mänskliga rättigheter (1946–1947) och av den israeliska utrikesförvaltning som han tjänade i New York vid Israels permanenta representation vid Förenta Nationerna (1947–1957). När han därifrån avgick med pension fortsatte han sin verksamhet för Yad Vashems forskningsinstitut, som han höll på med ända till sin död.
Den enda gången Jacob Robinson vistades i Israel under längre tid var åren 1960 och 1961, då han biträdde den israeliske riksåklagaren Gideon Hausner i rättegången mot Adolf Eichmann. Kort dessförinnan hade han hållit ett vitt beaktat föredrag vid Internationella domstolen i Haag, i vilket han hade kritiskt belyst Förenta nationernas utveckling. Hörnstenen i den långa raden av framträdande prestationer som kännetecknar Jacob Robinsons levnadsverk måste emellertid sägas vara hans bidrag till försoning mellan Israel och Tyskland, som låg honom varmt om hjärtat. Den unika metod att utge reparation, som dessa länder kom överens om i början av 1960-talet och som skulle bli vägledande för alla senare reparationsförhandlingar världen över, går tillbaka till ett förslag som Jacob Robinson utvecklat redan kort efter sin ankomst till USA på 1940-talet.
Jacob Robinson var också aktiv inom kulturen, inte minst som medutgivare och kommentator i Den judiska rösten (די אידישע שטימע), den sionistiska rörelsens dagstidning på jiddisch som gavs ut i Kaunas under mellankrigstiden. Hans privatbibliotek – i synnerhet dess avdelningar om nationella minoriteter och om folkrättsliga ämnen, men även dess rabbiniska skrifter – var vida känt, men blev konfiskerat vid Sovjetunionens ockupation av Litauen.